# الدرب (أرحب)

تعديل مصدري - تعديل

الدرب هي إحدى قرى عزلة هزم بمديرية أرحب التابعة لمحافظة صنعاء، بلغ تعداد سكانها 1944 نسمة حسب تعداد اليمن لعام 2004.